# 奧斯卡·希耶馬克
奧斯卡·卡尔·尼克拉斯·希耶馬克（瑞典語：Oscar Karl Niclas Hiljemark；1992年6月28日—）是瑞典的一位足球運動員，在場上司職中場。他現於意甲熱拿亞外借至希臘足球超級聯賽球隊帕纳辛奈科斯。他也是瑞典國家足球隊的一員。

## 外部連結
- Voetbal International profile（页面存档备份，存于） （荷兰文）
- SvFF profile（页面存档备份，存于） Template:Swe icon